# The Baby (serie televisiva)
The Baby è una serie televisiva anglo-statunitense di genere commedia dell'orrore creata da Lucy Gaymer e Siân Robins-Grace trasmessa su HBO dal 24 aprile al 12 giugno 2022.

## Episodi
| Stagione       | Prima TV USA | Prima TV Italia |
| -------------- | ------------ | --------------- |
| Prima stagione | 2022         | 2022            |

## Personaggi e interpreti

### Principali
- Natasha Willams, interpretata da Michelle de Swarte, doppiata da Chiara Gioncardi.
Donna 38enne che non ha mai fatto piani a lungo termine e inaspettatamente le viene affibbiato un bambino.
- Signora Eaves/Nour, interpretata da Amira Ghazalla, doppiata da Cinzia De Carolis.
73enne che ha passato 50 anni vivendo nella sua auto.
- Bobbi Willams, interpretata da Amber Grappy, doppiata da Rossa Caputo.
Sorella minore di Natasha che non vuole altro che essere un genitore.
- Il bambino, interpretati da Albie e Arthur Hills.
Il bambino che sconvolge la vita di Natasha.

### Ricorrenti
- Mags, interpretata da Shvorne Marks, doppiata da Guendalina Ward.
Amica di Natasha e madre di una bimba.
- Rita, interpretata da Isy Suttie, doppiata da Benedetta Ponticelli.
Migliore amica di Natasha incinta di tre mesi.
- Sam, interpretata da Genesis Lynea, doppiata da Joy Saltarelli.
Fidanzata di Bobbi.
- Barbara, interpretata da Sinéad Cusack, doppiata da Angiola Baggi.
Madre di Natasha e Bobbi.
- Helen McGregor, interpretata da Tanya Reynolds, doppiata da Veronica Puccio.
Nella Liverpool degli anni '60 è la moglie di Jack, in seguito lo lascia per fuggire con Nour ma il marito la rintraccia, la riporta a casa e la alletta con l'aiuto del ginecologo fino alla nascita del figlio. È la vera madre del bambino.
- Nour, interpretato da Seyan Sarvan, doppiata da Giorgia Locuratolo.
Nella Liverpool degli anni '60 fugge insieme a Helen.
- Jack McGregor, interpretato da Karl Davies (adulto) e da Michael Byrne (anziano), doppiato da Marco Vivio (adulto) e da Paolo Buglioni (anziano).
Marito di Helen che, dopo la fuga della moglie insieme a Nour, la segrega in casa fino al parto.
- Lyle Williams, interpretato da Patrice Naiambana.
Padre di Natasha e Bobbi.
- Fooze, interpretato da Divian Ladwa.

## Produzione

### Sviluppo
Nell'agosto 2020 HBO ha avviato la produzione della miniserie comedy-horror The Baby. Robins-Grace, Jane Featherstone, Carolyn Strauss e Naomi de Pear sono state confermate come produttrici esecutive con Lucy Gaymer come produttrice.  The Baby è prodotta da HBO, Sky Studios, Sister Pictures e Gaymer's Proverbial Pictures. Nicole Kassell è entrata nel dicembre 2020 come regista della prima puntata e produttrice esecutiva, mentre Stacey Gregg, Faraz Shariat e Elle Jones dirigono le altre puntate.
Sophie Goodhart, Kara Smith, Anchuli Felicia King e Susan Stanton sono le sceneggiatrici della miniserie. Bisha K. Ali come consulente produttrice.

### Casting
Nel giugno 2021 Michelle de Swarte è entrata nel cast nel ruolo di Natasha, mentre Amira Ghazalla come la signora Eaves e Amber Grappy interpreta Bobbi. Nel febbraio 2022 Patrice Naiambana, Sinéad Cusack, Shvorne Marks, Isy Suttie, Tanya Reynolds, Seyan Sarvan, Karl Davies e Divian Ladwa si sono uniti alla miniserie.

### Riprese
Le riprese iniziarono il 31 maggio 2021 nel Regno Unito.

## Distribuzione
The Baby ha debuttato su HBO il 24 aprile 2022 e consta di otto puntate mentre nel Regno Unito sarà trasmessa su Sky Atlantic dal 7 luglio seguente. In Italia è stata trasmessa su Sky Atlantic dal 17 giugno all'8 luglio 2022.

## Accoglienza
Sull'aggregatore di recensioni Rotten Tomatoes la miniserie ottiene il 82% delle recensioni professionali positive, con un voto medio di 7,00 su 10 basato su 22 critiche, mentre su Metacritic ha un punteggio di 71 su 100 basato su 9 recensioni.